# 滇合欢
滇合欢（学名：Albizia simeonis）为豆科合欢属下的一个种。

## 扩展阅读
- 維基物種上的相關：滇合欢